# Martin Bajčičák
Martin Bajčičák, né le 12 juin 1976 à Dolny Kubin, est un fondeur slovaque. Il a commencé sa carrière en 1994 et se spécialise dans les courses de distance.

## Biographie
Licencié au club de Strbske Pleso, Martin Bajčičák prend son premier départ en Coupe du monde en décembre 1995 à Brusson. Aux Jeux olympiques d'hiver de 1998, ses premiers, son meilleur résultat est une 28e position au trente kilomètres classique. 
En 2002, lors des Jeux olympiques de Salt Lake City, il améliore ses résultats d'il y a quatre ans, finissant notamment douzième du cinquante kilomètres classique. 
Il réalise sa meilleure saison en 2005, où il monte sur ses premiers podiums, avec une victoire au quinze kilomètres libre de Reit im Winkl et une troisième place au trente kilomètres de Falun. Aux Championnats du monde d'Oberstdorf, il prend la quatrième place, tout près du podium à cinq dixièmes de Frode Estil sur la poursuite.
Aux Jeux olympiques de Turin en 2006, il obtient ses meilleurs résultats en cinq participations aux Jeux, avec deux huitièmes places sur la poursuite et le sprint par équipes. Aux  Championnats du monde 2007 à Sapporo, il obtient son deuxième meilleur résultat en mondial avec le sixième rang au cinquante kilomètres classique.
Sur le Tour de ski 2007-2008, il est troisième d'une étape à Val di Fiemme (poursuite).
Aux Jeux olympiques d'hiver de 2010, il est 23e du quinze kilomètres libre, 25e du skiathlon et douzième du relais.
En 2014, il prend part à ses cinquièmes Jeux olympiques à Sotchi, où il se classe notamment 14e du cinquante kilomètres. En 2015, il est présent pour ses dixièmes championnats du monde à Falun, peu avant de mettre fin à sa carrière sportive.
Il devient ensuite entraîneur, prenant en charge l'équipe féminine de ski de fond de Pologne en 2020.

## Palmarès

### Jeux olympiques d'hiver
| Épreuve / Édition      | Sprint                           | Sprint                           | 15 km                            | 15 km                            | Poursuite / Skiathlon 2 × 15 km (à partir de 2006) | 30 km                            | 50 km   | Relais                           | Relais    |
| Épreuve / Édition      | libre                            | classique                        | libre                            | classique                        | Poursuite / Skiathlon 2 × 15 km (à partir de 2006) | 30 km                            | 50 km   | Sprint                           | 4 × 10 km |
| JO 1998 Nagano         | Épreuve inexistante à cette date | Épreuve inexistante à cette date | Épreuve inexistante à cette date | 67e                              | 38e                                                | 28e                              | -       | Épreuve inexistante à cette date | -         |
| JO 2002 Salt Lake City | —                                | Épreuve inexistante à cette date | Épreuve inexistante à cette date | 24e                              | 50e                                                | 32e                              | 12e     | Épreuve inexistante à cette date | -         |
| JO 2006 Turin          | -                                | Épreuve inexistante à cette date | Épreuve inexistante à cette date | 28e                              | 8e                                                 | Épreuve inexistante à cette date | 14e     | 8e                               | -         |
| JO 2010 Vancouver      | Épreuve inexistante à cette date | -                                | 23e                              | Épreuve inexistante à cette date | 25e                                                | Épreuve inexistante à cette date | Abandon | —                                | 12e       |
| JO 2014 Sotchi         | -                                | Épreuve inexistante à cette date | Épreuve inexistante à cette date | 23e                              | 30e                                                | Épreuve inexistante à cette date | 14e     | 17e                              | -         |

### Championnats du monde
| Épreuve / Édition     | Épreuve / Édition     | Trondheim 1997 | Ramsau 1999 | Lahti 2001 | Val di Fiemme 2003 | Oberstdorf 2005 | Sapporo 2007 | Liberec 2009 | Oslo 2011 | Val di Fiemme 2013 | Falun 2015 |
| 10 km Classique       | 10 km Classique       | 57e            | 48e         |            |                    |                 |              |              |           |                    |            |
| 15 km                 | Classique             |                |             |            | 17e                |                 |              | 10e          | 19e       |                    |            |
| 15 km                 | Libre                 |                |             |            |                    | 10e             | 72e          |              |           | 38e                | 46e        |
| 30 km                 |                       |                |             |            |                    |                 |              |              |           |                    |            |
| Libre                 |                       | 22e            |             |            |                    |                 |              |              |           |                    |            |
| Classique             |                       |                |             | 24e        |                    |                 |              |              |           |                    |            |
| 50 km                 | Libre                 |                |             | 20e        | 33e                |                 |              | 21e          | 25e       |                    |            |
| 50 km                 | Classique             |                |             |            |                    | 24e             | 6e           |              |           | 34e                | 37e        |
| Poursuite / Skiathlon | Poursuite / Skiathlon | 50e            | 28e         | 42e        | 40e                | 4e              | 18e          | 15e          | 26e       | 37e                | 38e        |
| Sprint par équipes    | Sprint par équipes    |                |             |            |                    |                 |              | 15e          |           | 20e                |            |

### Coupe du monde
- Meilleur classement général : 16e en 2005.
- 2 podiums : 1 victoire et 1 troisième place.

#### Détail des victoires
| Épreuve / Édition | 15 km libre   |  |
| 2005              | Reit im Winkl |  |

#### Différents classements en Coupe du monde
| Année     | Classement général final | Classement distance | Classement sprint |
| 1996-1997 | 98e                      |                     | 74e               |
| 1997-1998 | 76e                      |                     | 63e               |
| 1998-1999 | 54e                      |                     | 71e               |
| 1999-2000 | 53e                      |                     |                   |
| 2000-2001 | 62e                      |                     |                   |
| 2001-2002 | 76e                      |                     |                   |
| 2002-2003 | 72e                      |                     |                   |
| 2003-2004 | 42e                      | 26e                 |                   |
| 2004-2005 | 16e                      | 11e                 |                   |
| 2005-2006 | 63e                      | 41e                 |                   |
| 2006-2007 | 62e                      | 37e                 |                   |
| 2007-2008 | 35e                      | 20e                 | 100e              |
| 2008-2009 | 97e                      | 71e                 |                   |
| 2009-2010 | 56e                      | 30e                 |                   |
| 2010-2011 | 100e                     | 59e                 |                   |
| 2011-2012 | 88e                      | 55e                 |                   |
| 2012-2013 | 126e                     | 82e                 |                   |
| 2013-2014 | 124e                     | 76e                 |                   |

#### Tour de ski
- 1 podium d'étape.

### Universiades
- 2 médailles d'or en relais : 1997 et 1999.

### Festival olympique de la jeunesse européenne
- Médaille de bronze du 7,5 kilomètres en 1993.

### Athlétisme
- Champion du monde junior de course en montagne en 1994[3].
- Médaille d'argent au Trophée européen de course en montagne 2001[4]